# 니콜라이 도브롤류보프
니콜라이 알렉산드로비치 도브롤류보프(러시아어: Никола́й Алекса́ндрович Добролю́бов, 1836년 2월 5일 ~ 1861년 11월 29일)는 러시아의 시인, 비평가, 혁명적 민주주의자이다.
니즈니노브고로드의 사제 집안에 태어났다. 상트페테르부르크의 사범학교를 마치고, 잡지 <현대인>의 기고가가 되어(1857) 처음에는 비평부문을 이어서 자기가 설치한 풍자부문을 담당했다. 동지(同志)를 거점으로 그가 활약한 시기는 불과 4년간이었으나 강인한 정신력과 체력에 힘입어 다수의 논문을 발표, 혁명세력의 선두에 서는 비평가로서 거대한 영향력을 과시했다.
당시 문호의 작품을 분석한 <암흑 왕국>(1859), <암흑의 왕국의 한줄기 빛>(1860, 이상 오스트로프스키), <오블로모프 기질이란 무엇인가>(1859, 곤차로프), <오늘이란 날은 언제 오는가>(1860, 투르게네프), <거세된 무리들>(1861, 도스토예프스키) 등 논문은 모두가 문학작품이란 민중의 이익과 진실을 보호하고 생활의 모순을 독자에게 인식시켜야 한다는 계몽적 입장에서 쓴 것으로 말하자면 리얼리즘 비평의 기초가 되었다.